# Praktverk
Praktverk är en gängse benämning på rikt utstyrda och illustrerade böcker. Det kan även användas i byggnadstekniska sammanhang.